# Rio Mohawk

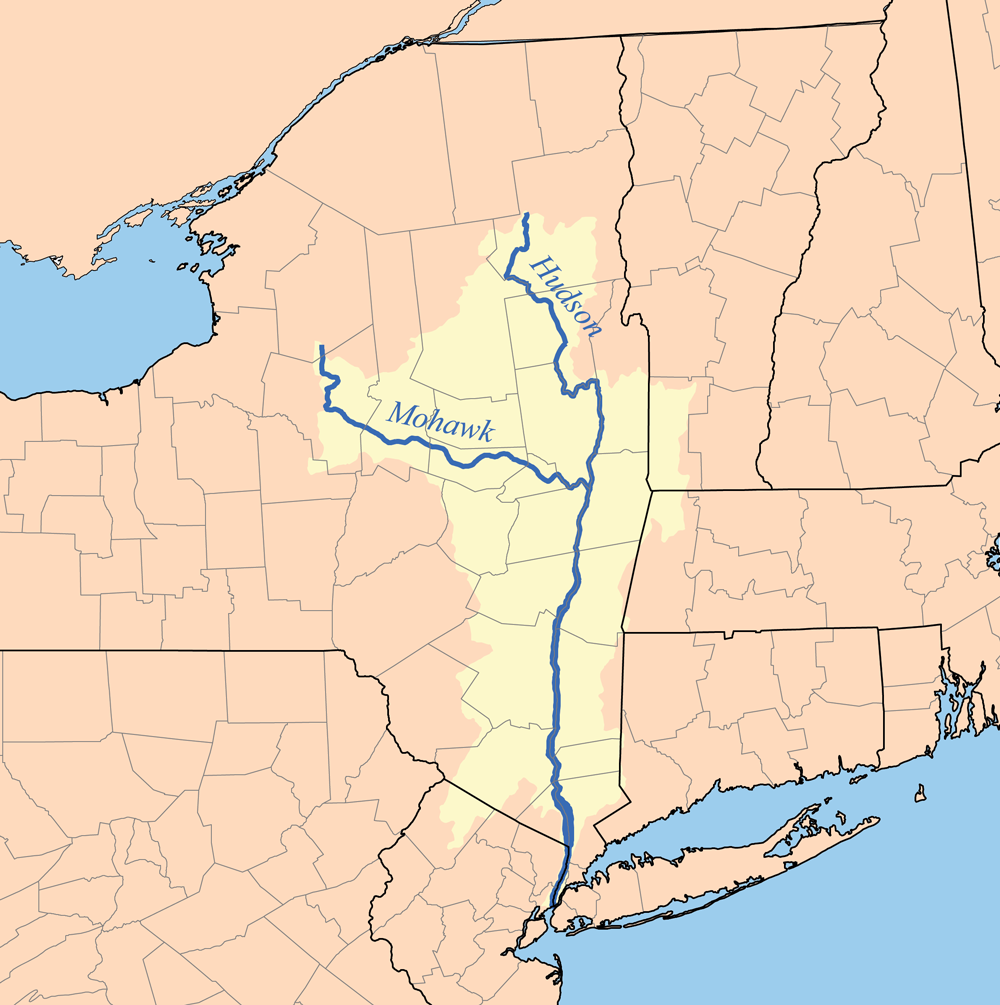
Mapa do Rio Hudson mostrando onde fica o Rio Mohawk

O Rio Mohawk (em inglês: Mohawk River) é um curso de água com cerca de 140 milhas (225 quilômetros) de extensão que se encontra no estado americano de Nova Iorque. É o maior afluente do Rio Hudson, chegando a ter um quarto da área deste. O Mohawk se encontra com o Hudson em Cohoes, que fica a poucos quilômetros ao norte da cidade de Albany. O rio foi nomeado em homenagem ao Povo Mohawk do grupo dos Iroqueses.